# Ranspach-le-Bas
 Ranspach-le-Bas  (en alsacià Neederraischbe) és un municipi francès, situat a la regió del Gran Est, al departament de l'Alt Rin. L'any 2005 tenia 660 habitants.

## Demografia
| 1962 | 1968 | 1975 | 1982 | 1990 | 1999 |
| ---- | ---- | ---- | ---- | ---- | ---- |
| 417  | 450  | 551  | 577  | 596  | 614  |

## Administració
| Període | Identitat          | Partit |
| ------- | ------------------ | ------ |
| 2001-   | Catherine Troendle | UMP    |